# Johann Rudolf Tschiffeli
Johann Rudolf Tschiffeli (Berna, 16 dicembre 1716 – 15 gennaio 1780) è stato un agronomo svizzero.

## Biografia
Tschiffeli nacque a Berna nel 1716, in una famiglia patrizia. Trascorse gran parte della sua giovinezza a Rheineck. Suo padre, Johann, di nome Rudolpf Tschiffeli (1688 - 1747) era inizialmente il Segretario generale del Canton San Gallo e dal 1734 nel Landvogt di Berna, quando la famiglia si trasferì a Wangen an der Aare. Dopo la morte dei suoi genitori, Tschiffeli si prese cura dei suoi quattro fratelli più giovani e della sua stessa casa. Nel 1755 divenne impiegato nel tribunale civileo che occupò fino alla sua morte.
Nel 1758, Tschiffeli formò la Società Economica ("Ökonomischen Gesellschaft"), che fu influente soprattutto nei confini svizzeri. Albrecht von Haller allora segretario e poi presidente. I membri includono Niklaus Emanuel Tscharner e Vincenz Bernhard Tscharner. Le sue azioni diminuirono verso il 1800 e la società fu ripresa nel 1838 e ancora esiste nel 2016.
Era anche un riformatore agricolo e possedeva due fattorie, una a Kirchberg e un'altra a Moosseedorf. Insegnò al pedagogista Johann Heinrich Pestalozzi in agricoltura tra il 1767 e il 1768. Era membro della Società elvetica.